# Дионисије из Халикарнаса
Дионисије Халикарнашанин (старогрчки: Διονύσιος Ἀλεξάνδρου Ἁλικαρνᾱσσεύς; око 60. п. н. е. - након 7. п. н. е.) је био грчки историчар.

## Биографија
Дионисије је био син Александра из Халикарнаса. Рођен је између 78. и 54. године п. н. е.. Страбон га је сматрао својим савремеником. Умро је након 7. године п. н. е. када је завршио и објавио своје опсежно дело о историји Рима. О његовом пореклу и образовању није познато ништа. До његовог доласка у Рим не зна се ништа о његовом животу. Претпоставља се да је уживао углед у Халикарнасу. Сам Дионисије каже да је у Рим дошао након завршетка последњег грађанског рата у Римској републици, тј. око 29. године п. н. е. У Риму се упознао са латинским језиком и римском књижевношћу. Прикупљао је грађу за своје велико дело под насловом „Римске старине“ (Ῥωμαϊκὴ ἀρχαιολογία). Могуће је да је Дионисије добио римска грађанска права јер је одржавао пријатељске везе са угледним Римљанима. Његово римско име се, међутим, не спомиње у изворима. 

## Дело
Сва Дионисијева дела, од којих су нека у целини изгубљена, деле се на две скупине. Прву чине реторички и критички списи, а другу историјска дела. Најзначајније Дионисијево дело из групе реторичких списа је „Реторска вештина" (Τέχνη ῥητορική), упућена неком Ехекрату. Састоји се од 11 или 12 поглавља која нису међусобно повезана. Значајна дела су и спис „О састављању речи" (Περὶ συνθέσεως ὀνομάτων), „О угледању" (Περὶ μιμήσεως) и "Белешке о древним беседницима“ (Περὶ τῶν ἀρχαίων ῥητόρων ὑπομνηματισμοί). Написао је и спис "О Тукидидовом стилу“ (Περὶ τοῦ Θουκυδιδου χαρακτῆρος) и спис "О Динарху“ (Δείναρχος). 
Од историјских списа написао је „Хронику" (Χρονικά), изгубљено дело које се вероватно бавило хронологијом, "Римске старине“ (Ῥωμαϊκὴ ἀρχαιολογία), састављене од 20 књига које обрађују римску историју од најстаријих, митских времена, до 265. године п. н. е. тј. до избијања Првог пунског рата одакле наставља Полибије. У потпуности је сачувано првих девет књига, већи делови 10. и 11. књиге, док су остале књиге сачуване само у фрагментима, садржаних у зборницима које је саставио византијски цар Константин Порфирогенит. 